# クラブオックス川崎AFC
クラブオックス川崎AFC（英語: OX KAWASAKI AFC）は、日本の神奈川県川崎市に本拠地を置く社会人アメリカンフットボールのクラブチーム。Xリーグ2部のX2に所属。

## 概要
約40名の部員が所属し、法政大学、関西大学等学生一部リーグの卒業生から未経験者まで幅広い。安斉翼のブロック力が魅力のチーム。
練習は都内、千葉県、神奈川県の大学グラウンドや筑波にある農林水産省のグラウンドをローテーションで利用している。

## 歴史
- 2009年 - 合併初年度は1勝4敗。X3との入れ替え戦は回避。
- 2010年 - 春は初戦でクラブブルーサンダースに勝利するも、2戦目の東亜建設工業クラブ・クレーンズに敗れ、予選グループリーグ敗退。秋は入れ替え戦勝利。
- 2011年 - 春はウォリアーズに敗戦。秋は入れ替え戦敗北。X3降格

## 沿革
2009年2月、従来からX2リーグに所属していたダイノス近鉄、クラブオックスの両チームが合併してクラブオックス近鉄が発足した。2010年からは特定非営利活動法人エルフォスタ川崎傘下になる。川崎市を拠点とした総合型スポーツクラブを目指し、地域に密着した活動を行う方針のもとにクラブオックス川崎AFCに名称変更している。
クラブダイノス近鉄は、さくら銀行ダイノスと近鉄バッファローズが合併して出来たチーム。近鉄エクスプレスの企業チームで東京に本拠があった。なお、近鉄バッファローズはプロ野球・近鉄バファローズとは交流は特に無かった。
クラブオックスは、三和銀行ラークヒルズとシルバーオックスが合併してできたチーム。

### チームの母体と歴史
三和銀行ラークヒルズ
1975年創部。「パレスサイドリーグ」という地域リーグで活動後1984年に東日本実業団リーグ加盟。1986年・1987年に東日本リーグ2連覇を決めた。その後東日本社会人リーグ（現・Xリーグ）に参戦。1993年ブロック戦で優勝。Xリーグが発足した1996年にはファイナル6トーナメント準決勝進出を果たした。しかし不況の折から三和銀行の資金繰りが悪化。X2降格後2000年にクラブチームに体制移行。
内外衣料製品シルバーオックス
1975年に棚橋寛衛門が設立したクラブチーム。クラブチームによるリーグ戦でシルバースター、湖北ファイニーズ等と強豪の地位を確立し、1986年にはクラブチーム日本一となる。実業団チームとリーグ統合後、1990年には1部昇格を果たしたが、翌年以降2部に降格。
クラブオックス（初代）
不況によるスポーツ活動の縮小などの影響を受けて、2001年にラークヒルズとシルバーオックスが統合し、「シルバーラークヒルズ」として発足。2006年に「クラブオックス」と改める。
さくら銀行ダイノス
元々1985年に「三井銀行ブルーウィングス」として発足。1991年に太陽神戸銀行と合併・統合されたのに伴い「太陽神戸三井ウィングス」（同年のみ）→「さくら銀行ダイノス」（1992年以後）とチーム名変更を繰り返す。東日本リーグ→Xリーグ1部の強豪となるが、経済不況により2000年にさくら銀行が撤退。@Bankが協賛したクラブチーム「クラブダイノス・@Bank」となる。
近鉄バッファローズ
1977年に学生アメリカンフットボール経験者を中心に近鉄エクスプレスや近畿日本ツーリストなどの近鉄グループ企業を母体に設立し、「パレスサイドリーグ」で活動。その後プロ野球（先述）、ラグビー（現在の花園近鉄ライナーズ。当時はラグビー部もバファローズを名乗る）と並ぶ「近鉄グループ第3のシンボルスポーツクラブ」として定着を図ろうとしたが、1部昇格はならず、下位リーグで活躍。
クラブダイノス近鉄
2002年、ダイノスがXリーグ（1部）昇格を果たした際、事実上ダイノスを近鉄バッファローズが吸収する形で統合。1年で2部降格となるが、以後は2部に定着。
クラブオックス川崎AFC（クラブオックス近鉄）
2009年にダイノスとオックスが対等合併し、「クラブオックス近鉄」として発足。その後特定非営利活動法人（NPO）「エルフォスタ川崎」のアメフット部として「クラブオックス川崎AFC」に改称し活動を開始。

## 主な選手
＃78 OL 安斉翼（追手門学院大学卒）